# 프랑켄슈타인 죽이기
프랑켄슈타인 죽이기(Frankenstein Must Be Destroyed)는 영국에서 제작된 테런스 피셔 감독의 1969년 영화이다. 피터 커싱 등이 주연으로 출연하였고 안소니 넬슨 케이스 등이 제작에 참여하였다.

## 출연

### 주연
- 피터 커싱
- 베로니카 칼슨

### 조연
- 프레디 존스
- 시몬 워드
- 쏘리 월터스
- 맥신 오드리
- 조지 프라브다
- 제프리 베일든
- 콜렛 오닐
- 프랭크 미들마스
- 조지 벨빈
- 마이클 고버
- 피터 코플리
- 앨런 설티스
- 윈저 데이비스
- 해롤드 굿윈

## 제작진
- 미술: 버나드 로빈슨
- 배역: 아이린 램